# NGC 5401
NGC 5401 ist eine Spiralgalaxie vom Hubble-Typ Sa im Sternbild Jagdhunde und etwa 167 Millionen Lichtjahre von der Milchstraße entfernt.
Sie wurde am 1. Mai 1785 von Wilhelm Herschel mit einem 18,7-Zoll-Spiegelteleskop entdeckt, der sie dabei mit „vF, vS“ beschrieb.